# Aster perfoliatus
Aster perfoliatus là một loài thực vật có hoa trong họ Cúc. Loài này được Oliv. mô tả khoa học đầu tiên năm 1887.